# Thalasseus
Thalasseus är ett släkte med tärnor som omfattar sju arter. Släktet förekommer över stora delar av världen och flera arter är talrika. Släktet beskrevs först 1822 av Friedrich Boie, men arterna fördes länge till det stora tärnsläktet Sterna. 2005 visade en studie av Bridge et al. att de svarttofsade tärnorna bäst beskrivs som ett eget släkte.
Dessa stora tärnor häckar i täta kolonier utmed kuster och på öar, men även sällsynt i inlandet vid stora sjöar i närheten av kusten. Boet består av en uppskrapad grop direkt på marken.
Tärnorna inom släktet födosöker genom att störtdyka efter fisk. De dyker ofta direkt och inte gradvis som hos exempelvis fisktärnan. I början av häckningsperioden uppvaktar hanen honan genom att överräcka fisk till honan.
Arterna har lång vass näbb, som oftast har en gul eller orange ton, förutom hos flertalet underarter av kentsk tärna som istället har svart näbb med gul spets. De har en yvig tofs i nacken. I häckningsdräkt har de helsvart hätta men under vinter bli pannan vit.

## Arter i släktet
Listan följer AviList:
- Kentsk tärna (Thalasseus sandvicensis)
- Californiatärna (Thalasseus elegans)
- Mingtärna (Thalasseus bernsteini)
- Tofstärna (Thalasseus bergii)
- Kungstärna (Thalasseus maximus)
- Guineatärna (Thalasseus albididorsalis)
- Iltärna (Thalasseus bengalensis)

Ett fossil från tidig pliocen funnet i nordöstra USA påminner mycket om dagens kungstärna. Det kan utgöra ett oväntat tidigt specimen av arten (3.7–4.8 miljoner år gammalt) eller också härstamma från en förfader till gruppen.